# Chincheros (província)
Chincheros é uma província do Peru localizada na região de Apurímac. Sua capital é a cidade de Chincheros.

## Distritos da província
- Anco-Huallo
- Chincheros
- Cocharcas
- Huaccana
- Ocobamba
- Ongoy
- Ranracancha
- Uranmarca